# Parlamentsvalet i Indien 1985
Parlamentsvalet i Indien 1985 var ett extrainsatt allmänt val (fyllnadsval) i Assam och Punjab  i Indien 1985, då dessa delstater på grund av en väpnad konflikt inte kunnat delta i valet 1984. I valet röstade de två delstaterna fram sina kandidater till den åttonde Lok Sabhan, landets direktvalda underhus. Lok Sabha hade då 545 ledamöter. Valdeltagandet var 61,95 procent.

## Mandatfördelning
Först listas partier erkända som National Parties, sedan partier erkända som State Parties och sist icke erkända partier som vunnit mandat. Icke erkända partier som inte vunnit något mandat listas inte.
| Parti                              | Förkortning | Andel röster | Mandat |
| ---------------------------------- | ----------- | ------------ | ------ |
| Bharatiya Janata Party             | BJP         | 1,83         | 0      |
| Communist Party of India           | CPI         | 2,57         | 0      |
| Communist Party of India (Marxist) | CPI(M)      | 3,21         | 0      |
| Indian Congress (Socialist)        | IC(S)       | 3,18         | 1      |
| Kongresspartiet                    | INC         | 32,14        | 10     |
| Janata Party                       | JP          | 2,92         | 0      |
| Lok Dal                            | LD          | 0,32         | 0      |
| Plain Tribals Council of Assam     | PTCA        | 2,15         | 1      |
| Shiromani Akali Dal                | SAD         | 17,9         | 7      |
| Oberoende                          | -           | 33,78        | 8      |